# Wilfried Hartung
Wilfried Hartung (Berlino Est, 16 agosto 1953) è un ex nuotatore tedesco orientale.

## Carriera
Specializzato nello stile libero, vinse la medaglia di bronzo nella 4x100m stile libero ai Giochi Olimpici di Monaco 1972.

## Palmarès
- Giochi olimpici estivi

Monaco di Baviera 1972: bronzo nella 4x100m sl.
- Europei

Barcellona 1970: bronzo nella 4x200m sl.
Vienna 1974: bronzo nella 4x100m sl.